# Olympische Sommerspiele 1932/Wasserspringen
Bei den X. Olympischen Sommerspielen 1932 in Los Angeles fanden vier Wettbewerbe im Wasserspringen statt, je zwei für Frauen und Männer. Austragungsort war das Los Angeles Swimming Stadium in der Nähe des Los Angeles Memorial Coliseum.

## Bilanz

### Medaillenspiegel
| Platz | Land               | Gold | Silber | Bronze | Gesamt |
| ----- | ------------------ | ---- | ------ | ------ | ------ |
| 1     | Vereinigte Staaten | 4    | 4      | 4      | 12     |

### Medaillengewinner
| Konkurrenz        | Gold             | Silber           | Bronze          |
| ----------------- | ---------------- | ---------------- | --------------- |
| Kunstspringen 3 m | Michael Galitzen | Harold Smith     | Richard Degener |
| Turmspringen 10 m | Harold Smith     | Michael Galitzen | Frank Kurtz     |

| Konkurrenz        | Gold            | Silber          | Bronze       |
| ----------------- | --------------- | --------------- | ------------ |
| Kunstspringen 3 m | Georgia Coleman | Katherine Rawls | Jane Fauntz  |
| Turmspringen 10 m | Dorothy Poynton | Georgia Coleman | Marion Roper |

## Ergebnisse Männer

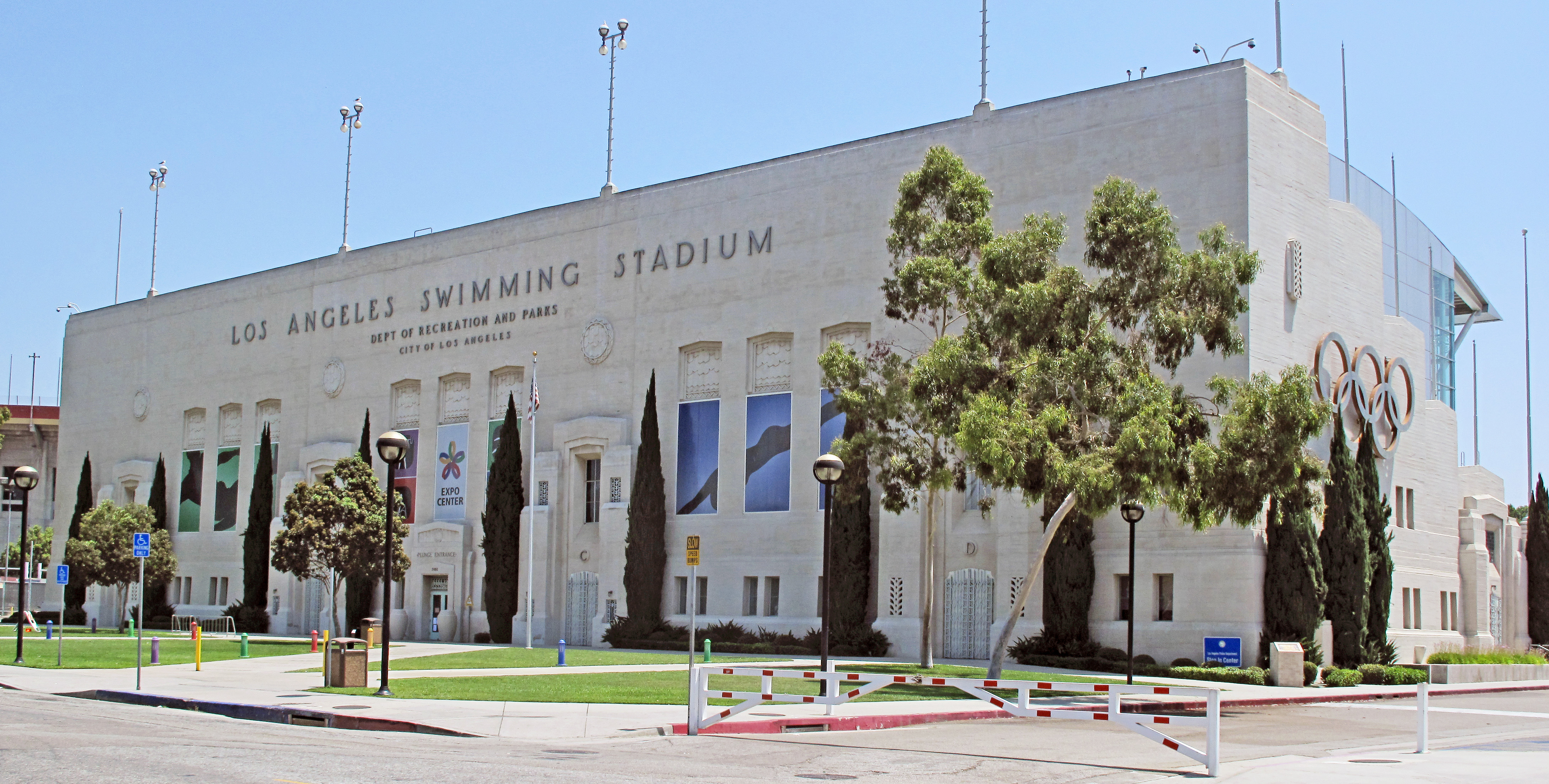
Los Angeles Swimming Stadium

### Kunstspringen 3 m
| Platz | Land | Sportler          | Punkte |
| ----- | ---- | ----------------- | ------ |
| 1     | USA  | Michael Galitzen  | 161,38 |
| 2     | USA  | Harold Smith      | 158,54 |
| 3     | USA  | Richard Degener   | 151,82 |
| 4     | CAN  | Alfred Phillips   | 134,64 |
| 5     | GER  | Leo Esser         | 134,30 |
| 6     | JPN  | Kazuo Kobayashi   | 133,76 |
| 7     | FRA  | Émile Poussard    | 128,66 |
| 8     | JPN  | Tetsutaro Namae   | 125,18 |
| 9     | AUT  | Josef Staudinger  | 124,50 |
| 10    | MEX  | Federico Mariscal | 111,98 |
| 11    | CAN  | Arthur Stott      | 110,22 |
| 12    | MEX  | Antonio Mariscal  | 097,28 |
| 13    | MEX  | Alonso Mariscal   | 088,32 |

Datum: 8. August 1932 

13 Teilnehmer aus 7 Ländern

### Turmspringen 10 m
| Platz | Land | Sportler         | Punkte |
| ----- | ---- | ---------------- | ------ |
| 1     | USA  | Harold Smith     | 124,80 |
| 2     | USA  | Michael Galitzen | 124,28 |
| 3     | USA  | Frank Kurtz      | 121,98 |
| 4     | AUT  | Josef Staudinger | 103,44 |
| 5     | MEX  | Carlos Curiel    | 083,82 |
| 6     | MEX  | Jesús Flores     | 077,94 |
| 7     | CAN  | Alfred Phillips  | 077,10 |
| 8     | JPN  | Hidekatsu Ishida | 075,92 |

Datum: 13. August 1932 

8 Teilnehmer aus 5 Ländern

## Ergebnisse Frauen

### Kunstspringen 3 m
| Platz | Land | Sportlerin      | Punkte |
| ----- | ---- | --------------- | ------ |
| 1     | USA  | Georgia Coleman | 87,52  |
| 2     | USA  | Katherine Rawls | 82,56  |
| 3     | USA  | Jane Fauntz     | 82,12  |
| 4     | GER  | Olga Jordan     | 77,60  |
| 5     | CAN  | Doris Ogilvie   | 70,00  |
| 6     | AUT  | Magdalena Epply | 63,70  |
| 7     | JPN  | Etsuko Kamakura | 60,78  |
| 8     | DEN  | Ingrid Larsen   | 57,26  |

Datum: 10. August 1932 

8 Teilnehmerinnen aus 6 Ländern

### Turmspringen 10 m
| Platz | Land | Sportlerin        | Punkte |
| ----- | ---- | ----------------- | ------ |
| 1     | USA  | Dorothy Poynton   | 40,26  |
| 2     | USA  | Georgia Coleman   | 35,56  |
| 3     | USA  | Marion Roper      | 35,22  |
| 4     | SWE  | Ingeborg Sjöqvist | 34,52  |
| 5     | DEN  | Ingrid Larsen     | 31,96  |
| 6     | JPN  | Etsuko Kamakura   | 31,36  |
| 7     | AUT  | Magdalena Epply   | 26,76  |

Datum: 12. August 1932 

7 Teilnehmerinnen aus 5 Ländern